# La Vega de Truelles
La Vega de Truelles (en eonaviego, La Veiga) es una aldea perteneciente a la parroquia de Celón, en el concejo de Allande, comarca del Narcea, Principado de Asturias, España.